# Presidenti della Provincia di Salerno
Elenco dei presidenti dell'amministrazione provinciale di Salerno.

## Regno d'Italia (1861-1946)

### Presidenti del Consiglio provinciale (1861-1926)
- Giovanni Centola (1862-1863)
- Filippo Abignente (1863-1867)
- Matteo Luciani (1867-1873)
- Francesco Alario (1873-1881)
- Giustino De Caro (1881-1882)
- Francesco Alario (1882-1884)
- Agostino Magliani (1884-1891)
- Vincenzo Calenda (1892-1899)
- Giuseppe Centola (1899-1902)
- Pasquale Atenolfi (1902-1905)
- Giovanni Camera (1905-1907)
- Andrea De Leo (1907-1914)
- Clemente Mauro (1914-?)

### Presidenti della Deputazione provinciale (1889-1925)
| Nº | Nº | Ritratto | Nome                      | Mandato        | Mandato      | Partito |
| Nº | Nº | Ritratto | Nome                      | Inizio         | Fine         | Partito |
| -- | -- | -------- | ------------------------- | -------------- | ------------ | ------- |
| 1  |    |          | Gaetano Nunziante         | dicembre 1889  | agosto 1903  | ?       |
| 2  |    |          | Michele de Vargas Machuca | agosto 1903    | 1907         | ?       |
| 3  |    |          | Clemente Mauro            | 1907           | agosto 1914  | ?       |
| 4  |    |          | Vito Lembo                | agosto 1914    | agosto 1919  | ?       |
| 5  |    |          | Adolfo Cilento            | settembre 1919 | gennaio 1923 | ?       |
| 6  |    |          | Amedeo Moscati            | gennaio 1923   | giugno 1925  | ?       |

### Presidenti della Commissione reale (1925-1929)
- Ugo dei conti Capialbi (giugno 1925 - ottobre 1926)
- Fabio Valente (ottobre 1926 - aprile 1929)

### Presidi del Rettorato (1929-1943)
- Luigi Licata, commissario straordinario (febbraio 1930 - gennaio 1931)
- Michele Jannicelli (gennaio 1931 - maggio 1932)
- Francesco Falcetti, commissario straordinario (maggio 1932 - novembre 1932)
- Mattia Farina (novembre 1932 - ottobre 1934)

## Italia repubblicana (dal 1946)

### Presidenti della Provincia (dal 1951)

#### Eletti dal Consiglio provinciale (1951-1995)
- Antonio Mario Innamorato (1985-1987)
- Andrea Carmine De Simone (1988-1992)
- Ugo Carpinelli (1992-1993)
- Ettore Liguori (1993-1995)

#### Eletti direttamente dai cittadini (1995-2014)
| Nº             | Nº             | Ritratto | Nome                                              | Mandato         | Mandato         | Partito                                 | Elezione |
| Nº             | Nº             | Ritratto | Nome                                              | Inizio          | Fine            | Partito                                 | Elezione |
| -------------- | -------------- | -------- | ------------------------------------------------- | --------------- | --------------- | --------------------------------------- | -------- |
|                |                |          | Alfonso Andria                                    | 8 maggio 1995   | 14 giugno 1999  | Partito Popolare Italiano La Margherita | 1995     |
| 14 giugno 1999 | 14 giugno 2004 | 1999     | Alfonso Andria                                    |                 |                 | Partito Popolare Italiano La Margherita |          |
|                |                |          | Angelo Villani                                    | 14 giugno 2004  | 8 giugno 2009   | La Margherita Partito Democratico       | 2004     |
|                |                |          | Edmondo Cirielli                                  | 8 giugno 2009   | 24 ottobre 2012 | Il Popolo della Libertà                 | 2009     |
| –              |                |          | Antonio Iannone (Vicepresidente facente funzioni) | 24 ottobre 2012 | 13 ottobre 2014 | Il Popolo della Libertà                 | 2009     |

#### Eletti dai sindaci e consiglieri della provincia (dal 2014)
| Nº | Ritratto | Ritratto | Nome                                             | Mandato          | Mandato          | Partito             | Elezione |
| Nº | Ritratto | Ritratto | Nome                                             | Inizio           | Fine             | Partito             | Elezione |
| -- | -------- | -------- | ------------------------------------------------ | ---------------- | ---------------- | ------------------- | -------- |
|    |          |          | Giuseppe Canfora                                 | 13 ottobre 2014  | 31 ottobre 2018  | Partito Democratico | 2014     |
|    |          |          | Michele Strianese                                | 31 ottobre 2018  | 21 novembre 2022 | Partito Democratico | 2018     |
|    |          |          | Francesco Alfieri                                | 21 novembre 2022 | 3 ottobre 2024   | Partito Democratico | 2022     |
| –  |          |          | Giovanni Guzzo (Vicepresidente facente funzioni) | 3 ottobre 2024   | 6 aprile 2025    | Partito Democratico | 2022     |
|    |          |          | Vincenzo Napoli                                  | 6 aprile 2025    | in carica        | Partito Democratico | 2025     |